# Liste der Baudenkmale in Burg (Spreewald)
In der Liste der Baudenkmale in Burg (Spreewald) sind alle Baudenkmale der brandenburgischen Gemeinde Burg (Spreewald) und ihrer Ortsteile aufgelistet. Grundlage ist die Veröffentlichung der Landesdenkmalliste mit dem Stand vom 31. Dezember 2023. Die Bodendenkmale sind in der Liste der Bodendenkmale in Burg (Spreewald) aufgeführt.

## Baudenkmale in den Ortsteilen
In den Spalten befinden sich folgende Informationen:
- ID-Nr.: Die Nummer wird vom Brandenburgischen Landesamt für Denkmalpflege vergeben. Ein Link hinter der Nummer führt zum Eintrag über das Denkmal in der Denkmaldatenbank. In dieser Spalte kann sich zusätzlich das Wort Wikidata befinden, der entsprechende Link führt zu Angaben zu diesem Denkmal bei Wikidata.
- Lage: die Adresse des Denkmales und die geographischen Koordinaten. Link zu einem Kartenansichtstool, um Koordinaten zu setzen. In der Kartenansicht sind Denkmale ohne Koordinaten mit einem roten beziehungsweise orangen Marker dargestellt und können in der Karte gesetzt werden. Denkmale ohne Bild sind mit einem blauen bzw. roten Marker gekennzeichnet, Denkmale mit Bild mit einem grünen beziehungsweise orangen Marker.
- Bezeichnung: Bezeichnung in den offiziellen Listen des Brandenburgischen Landesamtes für Denkmalpflege. Ein Link hinter der Bezeichnung führt zum Wikipedia-Artikel über das Denkmal.
- Beschreibung: die Beschreibung des Denkmales
- Bild: ein Bild des Denkmales und gegebenenfalls einen Link zu weiteren Fotos des Baudenkmals im Medienarchiv Wikimedia Commons

### Burg (Spreewald)(Bórkowy (Błota))
| ID-Nr.                           | Lage                           | Bezeichnung                                                                                            | Beschreibung | Bild                                                             |
| -------------------------------- | ------------------------------ | --- | --- | ---------------------------------------------------------------- |
| 09125024                         | Am Bahnhof 1 (Lage)            | Bahnhof                                                                                                | Der Bahnhof entstand 1898 im Zuge des Baus der Spreewaldbahn, einer Schmalspurbahn die von Lübben über Burg nach Cottbus führte. Die Einweihung des Bahnhofs fand am 29. Juni 1898 statt. | weitere Bilder                                                   |
| 09126000 Teilobjekt zu: 09125024 | Am Bahnhof 1 (Lage)            | Bahnhofsempfangsgebäude                                                                                | | Bahnhofsempfangsgebäude                                          |
| 09126001 Teilobjekt zu: 09125024 | Am Bahnhof 1 (Lage)            | Güterschuppen                                                                                          | | Güterschuppen                                                    |
| 09125405                         | Am Hafen 10 (Lage)             | Wohnhaus                                                                                               | | Wohnhaus                                                         |
| 09125054                         | An der Post (Lage)             | Ehrenmal zum 30. Jahrestag der Befreiung vom Faschismus                                                | | Ehrenmal zum 30. Jahrestag der Befreiung vom Faschismus          |
| 09125521                         | Bahnhofstraße 20 (Lage)        | Wohnhaus                                                                                               | | weitere Bilder                                                   |
| 09125402                         | Byhleguhrer Straße 3 (Lage)    | Wohnhaus und Stall                                                                                     | | BW                                                               |
| 09125462                         | Byhleguhrer Straße 16 (Lage)   | Wohnhaus (Baukörperhülle und Dachkonstruktion)                                                         | | BW                                                               |
| 09125381                         | Byhleguhrer Straße 17 (Lage)   | Wohnhaus                                                                                               | | BW                                                               |
| 09125056                         | Erste Kolonie 22 (Lage)        | Wohnhaus und Scheune                                                                                   | | Wohnhaus und Scheune                                             |
| 09126005 Teilobjekt zu: 09125056 | Erste Kolonie 22 (Lage)        | Scheune                                                                                                | Die Scheune ist, wie das Wohnhaus, um 1800 erbaut worden. | BW                                                               |
| 09125061                         | Friedhofsweg (Lage)            | Grabstein Mina Witkojc                                                                                 | Der Grabstein steht für Mina Witkojc auf dem Friedhof. | Grabstein Mina Witkojc                                           |
| 09125060                         | Hauptstraße 21 (Lage)          | Kirche                                                                                                 | Die evangelische Kirche entstand im Zeitraum von 1799 bis 1804 in frühklassizistischem Stil. Die Fassade ist verputzt, das Dach als abgewalmtes Satteldach ausgeführt. | weitere Bilder                                                   |
| 09125990                         | Hauptstraße 61 (Lage)          | Wohnhaus                                                                                               | | Wohnhaus                                                         |
| 09125358                         | Kurparkstraße 17 (Lage)        | Hofanlage mit Wohnhaus, Schweinestall, Scheune                                                         | | weitere Bilder                                                   |
| 09126094 Teilobjekt zu: 09125358 | Kurparkstraße 17 ()            | Wohnhaus                                                                                               | | ein Bild hochladen                                               |
| 09126095 Teilobjekt zu: 09125358 | Kurparkstraße 17 ()            | Schweinestall                                                                                          | | ein Bild hochladen                                               |
| 09126096 Teilobjekt zu: 09125358 | Kurparkstraße 17 ()            | Scheune                                                                                                | | ein Bild hochladen                                               |
| 09125293                         | Nordweg 7 (Lage)               | Wohnhaus                                                                                               | | Wohnhaus                                                         |
| 09125932                         | Nordweg 28 (Lage)              | Wohnhaus                                                                                               | | BW                                                               |
| 09125448                         | Nordweg 33 (Lage)              | Gehöft, bestehend aus Wohnhaus, Wohnstallhaus, Scheune und Stall                                       | | Gehöft, bestehend aus Wohnhaus, Wohnstallhaus, Scheune und Stall |
| 09126179 Teilobjekt zu: 09125448 | Nordweg 33 ()                  | Wohnhaus                                                                                               | | ein Bild hochladen                                               |
| 09126180 Teilobjekt zu: 09125448 | Nordweg 33 ()                  | Scheune                                                                                                | | ein Bild hochladen                                               |
| 09126181 Teilobjekt zu: 09125448 | Nordweg 33 ()                  | Stall                                                                                                  | | ein Bild hochladen                                               |
| 09126182 Teilobjekt zu: 09125448 | Nordweg 33 ()                  | Auszüglerhaus                                                                                          | | ein Bild hochladen                                               |
| 09125421                         | Penkeweg 7 (Lage)              | Wohnhaus                                                                                               | | BW                                                               |
| 09125292                         | Penkeweg 15 (Lage)             | Stallgebäude                                                                                           | Der Oberlaubenstall wurde in der Zeit von 1801 bis 1815 erbaut. Die Galerie hat ein schmuckreiches Geländer. | BW                                                               |
| 09125355                         | Polenzweg 6 (Lage)             | Wohnhaus                                                                                               | Das Wohnstallhaus mit einer Grundfläche von 16,5 Metern Länge und vier Metern Breite entstand um 1800. Auf einem gemauerten Ziegelfundament errichteten die Baumeister einen Sockel aus Granitquadern. Darauf setzte sie ein Blockgefüge aus Holz. Das für die Region typische Haus verfügt auf seinem Satteldach auf die ebenfalls regionaltypischen Windbretter mit Schlangenkopf.                          | Wohnhaus                                                         |
| 09125023                         | Ringchaussee 8 (Lage)          | Hofanlage mit Wohnhaus, Auszüglerhaus, Galeriestall und Scheune                                        | | BW                                                               |
| 09125996 Teilobjekt zu: 09125023 | Ringchaussee 8 ()              | Auszüglerhaus                                                                                          | | ein Bild hochladen                                               |
| 09125997 Teilobjekt zu: 09125023 | Ringchaussee 8 ()              | Wohnhaus                                                                                               | | ein Bild hochladen                                               |
| 09125998 Teilobjekt zu: 09125023 | Ringchaussee 8 ()              | Schweinestall                                                                                          | | ein Bild hochladen                                               |
| 09125999 Teilobjekt zu: 09125023 | Ringchaussee 8 ()              | Scheune                                                                                                | | ein Bild hochladen                                               |
| 09125973                         | Ringchaussee 22 (Lage)         | Wirtschaftsgebäude                                                                                     | | BW                                                               |
| 09125055                         | Ringchaussee 48 (Lage)         | Kahnschuppen                                                                                           | Der Blockschuppen wurde mit Pfählen im Wasser gegründet und verfügt über zwei Öffnungen, so dass ein Kahn von der Fließseite einfahren und er von der Landseite aus ausgeladen werden konnte. | Kahnschuppen                                                     |
| 09125359                         | Ringchaussee 60 (Lage)         | Wohnhaus                                                                                               | | BW                                                               |
| 09126249                         | Ringchaussee 83 (Lage)         | Küster- und Schulhaus                                                                                  | | BW                                                               |
| 09126250                         | Ringchaussee 127 (Lage)        | Zwei Wirtschaftsgebäude                                                                                | | Zwei Wirtschaftsgebäude                                          |
| 09126251 Teilobjekt zu: 09126250 | Ringchaussee 127 ()            | Wirtschaftsgebäude / Scheune                                                                           | | ein Bild hochladen                                               |
| 09125360                         | Ringchaussee 132 (Lage)        | Hofanlage mit Wohnhaus, Scheune, großem Blockstall, Schafstall, Schweinestall und Sommerküche/Backhaus | | BW                                                               |
| 09126097 Teilobjekt zu: 09125360 | Ringchaussee 132 ()            | Wohnhaus                                                                                               | | ein Bild hochladen                                               |
| 09126098 Teilobjekt zu: 09125360 | Ringchaussee 132 ()            | Scheune                                                                                                | | ein Bild hochladen                                               |
| 09126099 Teilobjekt zu: 09125360 | Ringchaussee 132 ()            | Stall                                                                                                  | | ein Bild hochladen                                               |
| 09126100 Teilobjekt zu: 09125360 | Ringchaussee 132 ()            | Schweinestall / Schafstall                                                                             | | ein Bild hochladen                                               |
| 09126101 Teilobjekt zu: 09125360 | Ringchaussee 132 ()            | Schweinestall                                                                                          | | ein Bild hochladen                                               |
| 09126102 Teilobjekt zu: 09125360 | Ringchaussee 132 ()            | Sommerküche & Backhaus                                                                                 | | ein Bild hochladen                                               |
| 09125351                         | Ringchaussee 135 (Lage)        | Wohnhaus und Wirtschaftsgebäude                                                                        | | BW                                                               |
| 09126088 Teilobjekt zu: 09125351 | Ringchaussee 135 ()            | Wirtschaftsgebäude                                                                                     | Das Gebäude befindet sich westlich des Wohnhauses. | ein Bild hochladen                                               |
| 09126242                         | Ringchaussee 136 (Lage)        | Gasthaus „Kolonieschänke“                                                                              | | Gasthaus „Kolonieschänke“                                        |
| 09125422                         | Ringchaussee 146 (Lage)        | Wohnhaus                                                                                               | | BW                                                               |
| 09125059                         | Schloßbergweg (Lage)           | Bismarckturm                                                                                           | Der 28 Meter hohe Bismarckturm auf dem Schlossberg nördlich des Ortes entstand 1915–1917 nach einem Entwurf des Berliner Architekten Bruno Möhring. | weitere Bilder                                                   |
| 09125291                         | Waldschlößchenstraße 52 (Lage) | Wohnhaus                                                                                               | | BW                                                               |
| 09125424                         | Weidenweg 4 (Lage)             | Wohnhaus                                                                                               | | BW                                                               |
| 09125290                         | Weidenweg 15 (Lage)            | Wirtschaftsgebäude                                                                                     | Das Wirtschaftsgebäude ist rund 25,45 Meter lang und rund 6,6 Meter breit. Es wurde in früheren Zeiten zur Tierhaltung und als Scheune genutzt. Die zwei großen Tore sind mit einer aufwendigen Wendensäulenkonstruktion versehen; die zwei kleineren mit einem Rautenmuster. Eine Inschrift oberhalb des großen Tores gibt als Baumeister Martin Masch und den 10. Mai 1834 als das Datum der Errichtung an. | Wirtschaftsgebäude                                               |
| 09125361                         | Wendenkönigstraße 30 (Lage)    | Wohnhaus mit Back- und Waschhaus                                                                       | | BW                                                               |
| 09126103 Teilobjekt zu: 09125361 | Wendenkönigstraße 30 ()        | Backhaus & Waschhaus                                                                                   | | ein Bild hochladen                                               |
| 09125362                         | Willischzaweg 1 (Lage)         | Hofanlage mit Wohnhaus, neuer Scheune und Schweinestall                                                | | BW                                                               |
| 09126104 Teilobjekt zu: 09125362 | Willischzaweg 1 ()             | Wohnhaus                                                                                               | | ein Bild hochladen                                               |
| 0912 Teilobjekt zu: 091253626105 | Willischzaweg 1 ()             | Scheune                                                                                                | Die Scheune steht an der nördlichen Grenze des Hofes. | ein Bild hochladen                                               |
| 09126106 Teilobjekt zu: 09125362 | Willischzaweg 1 ()             | Scheune                                                                                                | | ein Bild hochladen                                               |
| 09126107 Teilobjekt zu: 09125362 | Willischzaweg 1 ()             | Schweinestall                                                                                          | | ein Bild hochladen                                               |
| 09125404                         | Zweite Kolonie 20 (Lage)       | Wohnhaus                                                                                               | | BW                                                               |
| 09125020                         | Zweite Kolonie 22a (Lage)      | Wohnhaus                                                                                               | | Wohnhaus                                                         |
| 09125423                         | Zweite Kolonie 45 (Lage)       | Galeriestall                                                                                           | | Galeriestall                                                     |

### Müschen(Myšyn)
| ID-Nr.                           | Lage                        | Bezeichnung    | Beschreibung                                                                      | Bild       |
| -------------------------------- | --------------------------- | -------------- | --------------------------------------------------------------------------------- | ---------- |
| 09125225                         | Schloßweg 1 (Lage)          | Herrenhaus     | Das Herrenhaus befindet sich in der Ortsmitte am Sportplatz.                      | Herrenhaus |
| 09125500                         | Vetschauer Straße 26 (Lage) | Paulicks Mühle |                                                                                   | BW         |
| 09125567 Teilobjekt zu: 09125500 | Vetschauer Straße 26 (Lage) | Scheune        |                                                                                   | BW         |
| 09126227 Teilobjekt zu: 09125500 | Vetschauer Straße 26 (Lage) | Mühle          |                                                                                   | BW         |
| 09125566 Teilobjekt zu: 09125500 | Vetschauer Straße 26 (Lage) | Turbinenhaus   |                                                                                   | BW         |
| 09126228 Teilobjekt zu: 09125500 | Vetschauer Straße 26 (Lage) | Trafostation   |                                                                                   | BW         |
| 09126229 Teilobjekt zu: 09125500 | Vetschauer Straße 26 (Lage) | Stall          | Es handelt sich um zwei parallele Gebäude. Einer der Ställe liegt am Mühlenfließ. | BW         |

## Ehemalige Baudenkmale
| ID-Nr. | Lage                                                       | Bezeichnung | Beschreibung | Bild |
| ------ | ---------------------------------------------------------- | ----------- | ------------ | --- |
|        | Burg (Spreewald) (Bórkowy (Błota)) Schwarze Ecke 30 (Lage) | Wohnhaus    |              | [[Vorlage:Bilderwunsch/code!/C:51.848216,14.097099!/D:Burg (Spreewald) (Bórkowy (Błota)) Schwarze Ecke 30, Wohnhaus!/\|BW]] |